# Txuktxi
El txuktxi és una llengua paleosiberiana parlada per 10.400 persones aproximadament l'any 2001, els txuktxis, els quals viuen a la regió més oriental de Rússia, principalment a l'ókrug autònom de Txukotka. Està estretament relacionada amb la llengua koriak, la qual té la meitat de parlants de txuktxi. El txuktxi forma, juntament amb les lengües koriak, itelmen, aliutor i kerek, la família luorawetlan (considerades paleosiberianes). Es divideix en els dialectes uelen (est), txaun (nord), enmylin, nunligran i khotyr.
Els txuktxis i els koriaks formen una unitat cultural amb una economia basada en la cria i caça de rens i ambdós pobles tenen autonomia de Rússia.
El mot rus txuktxi, que acabà donant nom a l'ètnia i llengua homònimes, deriva del mot txuktxi txautxu, que significa "ric en rens".
En el Llibre Roig de Llengües Amenaçades de la UNESCO hi apareix la llengua txuktxi a la llista de llengües en perill.

## Escriptura
Des de temps antics, els txuktxis havien escrit pictogrames en ossos de balena o morsa. Els primers texts aparegueren a Iakutsk el 1881 i el 1894, amb l'ocasió de la coronació del tsar. El 1920 el pastor Tenevil va intentar crear un llenguatge escrit amb lletres derivades dels pictogrames. L'escriptura txuktxi fou creada amb l'alfabet llatí el 1932 en l'Institut de Pobles Nòrdics de Leningrad. Vladimir Bogoraz va compilar el Celgy-Kalekal (Llibre Roig), alguns llibres de text i traduccions del rus. Però el 1937 s'imposà l'alfabet ciríl·lic. El 1940, es va publicar Tynetegin, col·lecció de contes i faules, primer llibre en txuktxi, i es van editar alguns llibre de text i petites obres literàries, però a finals dels seixanta es paralitzà la producció en txuktxi.
A finals dels vuitanta es va compilar el llibre de lectura Tirkykej (Petit sol) i el diari Sovetken Chukotka a Anadir. Vladimir Bogoraz va prendre part activa en la creació de la literatura txuktxi, endemés amb la publicació d'una gramàtica el 1934. P. Skorik n'escriví una altra el 1961 i el 1977.
El sistema d'escriptura que empra el txuktxi és l'alfabet ciríl·lic amb dos caràcters afegits: Ӄӄ i Ӈӈ, a més del signe.

## Literatura
Els principals escriptors en txuktxi han estat Vladimir Bogoraz, autor de materials lingüístics (1899-1900) i folklòrics txuktxis (1910-1922), un diccionari rus-txuktxi (1927) i una gramàtica; Tr. Z. Semushkin, N. E. Shundik i Tynetegyn (T. Tinetejev, 1920-1040). Més tard també aparegueren A. A. Kymytual (1935) i V. Tyneskin (1945). El 1953 es fundà el diari Sovetken Txukotka, únic en txuktxi, i els autors Viktor Keul'kut (1929-1963), amb Gymnin Chukotk (1958), i Iuri Ritkheu (1930-2008) autor de Pyn'ultelte (1953), Aivangu (1964), Saga o chukhchak (1956), O'ravetlen vagyrgyn (Poble de la nostra costa, 1951) i Tite tylgyrkyn y'lýl (Quan les neus es fonen, 1958).
Darrerament ha destacat el grup folklòric Ergiron dirigit per Oleksandr Telyalkov i autors més recents com Antoniny Kymytval', Galina Tagrina, Grigorii Pananto, Yakova Tegyeka, Nikolai Mentseva, Sergei Zakatyury, Nikolai Tatato, Aleksandr Tevlyal'kota i Vasilii Kevkeya.